# Dyvel
En dyvel eller dybel er en kort, rund pind, som regel lavet af træ, som kaldes en trædyvel eller trædybel, men findes også i metal og plastic.
En dyvel bruges til at samle træstykker med ved at den bankes halvt ind i et boret hul i hvert af to træstykker der skal samles. Dyvler kan fremstilles ved at banke træpinde igennem et dyveljern.